# The Color of Memory
The Color of Memory ist ein Jazzalbum der Formation The Vandermark 5 von Ken Vandermark. Die im Juli 2004 im Semaphore Recording Studio in Chicago entstandenen Aufnahmen erschienen 2005 auf Atavistic Records.

## Hintergrund
The Color of Memory ist das achte Album des Quintetts Vandermark 5; es bestand seit 2002 aus Kent Kessler, Jeb Bishop, Tim Daisy und Dave Rempis. Die sieben Kompositionen auf den zwei CDs sind sämtlich Musikern, Künstlern und auch einer Rockband gewidmet, die alle ihre Spuren hinterlassen haben, bevor sie in die Geschichte eingegangen sind – ob im Mainstream oder auf obskure Weise, schrieb Thom Jurek. Live-Versionen von dreien der Stücke dieses Albums – „Camera (for Edward Weston)“, „What Was Now (for The Volcano Suns)“ und „Pieces of the Past (for Joseph H. Lewis)“ – erschienen auf der Alchemia-Box bei NotTwo Records. Es war das letzte Album, das die Band mit dem später ausscheidenden Posaunisten Jeb Bishop aufnahm.

## Titelliste
- The Vandermark 5: The Color of Memory (Atavistic ALP166CD)[4]

CD 1
1. That Was Now (For the Volcano Suns)  10:38
2. Suitcase (For Ray Charles, Elvin Jones and Steve Lacy)  7:49
3. Road Work (For Merce Cunningham)  6:38
4. Burn Nostalgia (For Art Pepper)  7:10
5. Chance (For Nino Rota)  10:35

CD 2
1. Vehicle (For Magnus Broo)  8:42
2. Camera (For Edward Weston)  18:55
3. Pieces of the Past (For Joseph H. Lewis)  10:04

- Alle  Kompositionen stammen von Ken Vandermark.

## Rezeption
Thom Jurek verlieh dem Album in Allmusic vier Sterne und schrieb, es sei „eine Studie über Eleganz, räumliche Untersuchung und strukturelle Zurückhaltung“. Je länger diese Bandmitglieder zusammen spielten, desto näher käme ihnen Vandermarks Komponieren für sie und desto mehr öffnen sie die Musik von innen nach außen. The Colour of Memory sei das bisher beste und abenteuerlichste Set einer der besten Bands, die in den letzten 20 Jahren aus Nordamerika hervorgegangen seien.
Nach Ansicht von Andrey Henkin, der das Album in All About Jazz rezensierte, werde mit The Colour of Memory die Entwicklung der Band dort fortgesetzt, wo Elements of Style/Exercises in Surprise (2004) aufgehört habe, aber mit einer gesunden Dosis der Art des Komponierens, die Vandermark in das FME (Free Music Ensemble, mit Nate McBride und Paal Nilssen-Love) gebracht habe. Was die Leute dazu bringe, schrieb Henkin weiter, die Vandermark 5 entweder zu lieben oder zu hassen, sei Vandermarks einzigartiges Konglomerat von Stilen und Kompositionstechniken. Obwohl man hören könne, warum Vandermark Rahsaan Roland Kirk oder Joe Harriott mag, sei seine Musik am weitesten von Ableitungen dieser Vorbilder entfernt. Ein Free-Bop-Honkytonk-Kammerensemble sei eine Möglichkeit, dies auszudrücken.
Joe Tangari schrieb in Pitchfork, die Musik der Gruppe stamme hauptsächlich von zwei der radikalsten Sorten des Jazz ab, dem Hard Bop und dem Free Jazz, und auf seinem achten Album sei das Quintett in starker Form: das Album sei aufgeteilt in wilde Improvisation, aggressive Texturen und Intensität sowie Stücke, die eine lyrischere, traditionellere Perspektive auf das Zusammenspiel von Vandermarks Gruppe böten. Es gebe Stellen, an denen die Band sich ein wenig verliere, kritisiert der Autor, „an denen ein feuriges Spiel ein wenig zu weit von einer fokussierten Idee entfernt ist oder das gleichzeitige Solospiel ein bisschen zu schwatzhaft wird, aber das ist kein großer Schlag gegen die Platte. Bei dieser Art von Jazz geht es um Erkundung und den Nervenkitzel, ihr zu folgen, und nicht jeder Weg kann zu einem Topf voll Gold führen.“